# Синагога в Садгоре
Синагога в Садгоре (укр. Садгірська синагога) — главный иудейский молитвенный дом, служивший местом общественного богослужения и центром религиозной жизни еврейской общины г. Садгора ныне в черте города Черновцы Черновицкой области Украины.

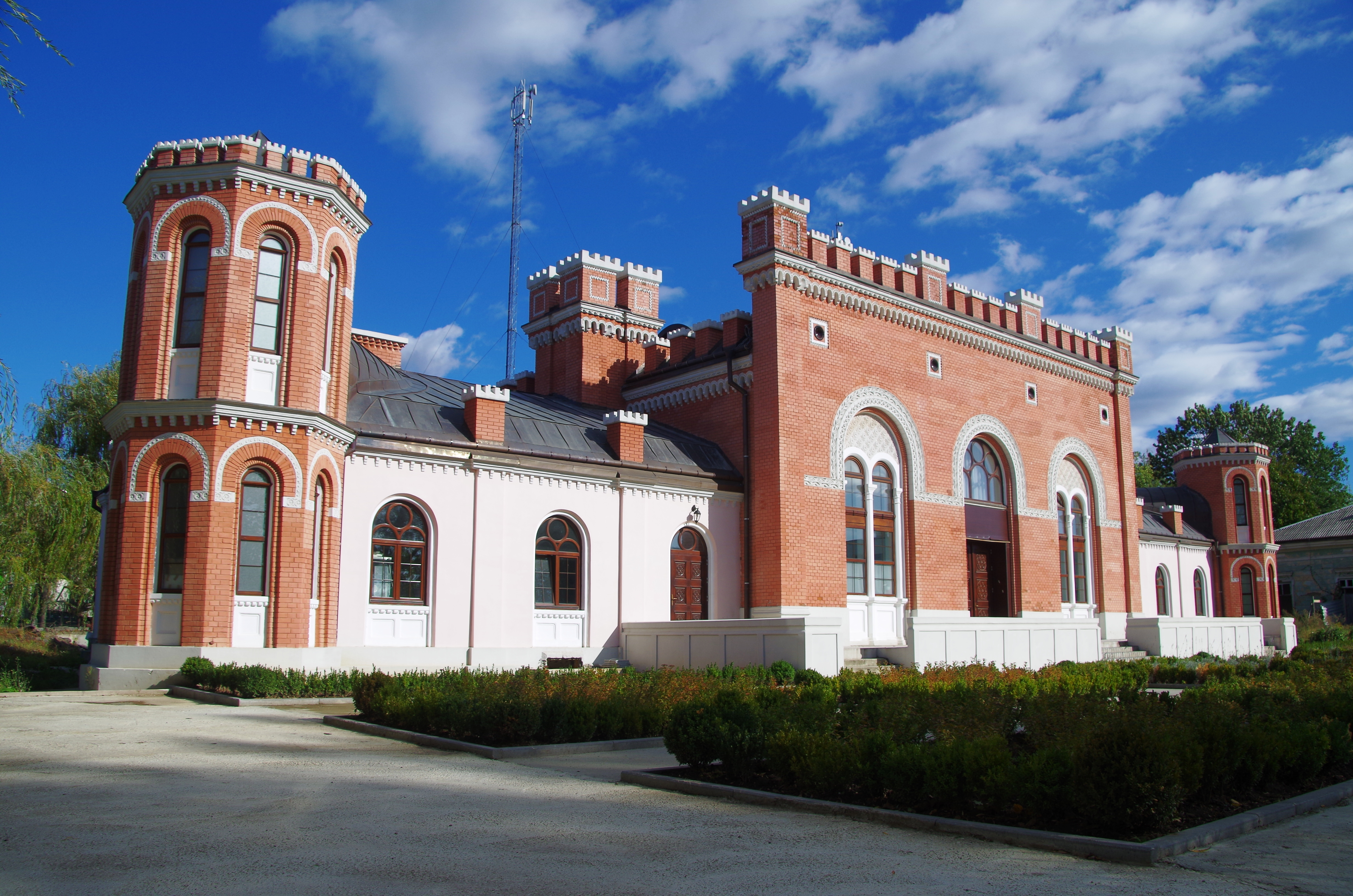
Современный вид

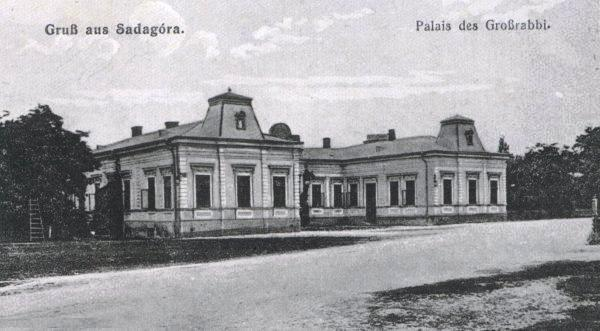
Дворец Ружинского ребе

Главная синагога г. Садгора была построена около 1770 года, наряду с ней существовал ряд небольших синагог и молитвенных домов. Вместе с синагогой был построен семейный дворец цадика Ружинского ребе — Исраэля Фридмана, внука Магида из Межерича, считавшийся раввином-чудотворцем, хасидским пророком.
Фундаментом синагоги, по легенде, послужила земля, привезенная два столетия тому из Иерусалима. Первым раввином Садгоры (1807—1833) был Ишая Ликверник.
В 1774 в Садгоре проживало 103 еврея, в 1880 — 3888 (80,4 %), в 1914 — 5060.
Местные евреи занимались, в основном, коммерцией и ремеслами, но в окрестностях Садгоры жили также арендаторы и богатые еврейские землевладельцы. Типичным занятием местной еврейской бедноты была доставка в дома воды из окрестных колодцев.
В конце XIX века в Садгоре имелись 12 синагог, талмуд-тора, иешива, еврейское кладбище. Раввин Садгоры в начале XX века — Йоханан Ландау. В 1908 г. в местечке работали училище, финансируемое фондом барона Гирша, дом престарелых и др.
В 2017 году синагогу отреставрировали. Она и могила цадика, над которой возвели саркофаг, стали местом паломничества.